# St. Wendalinus (Dirmingen)

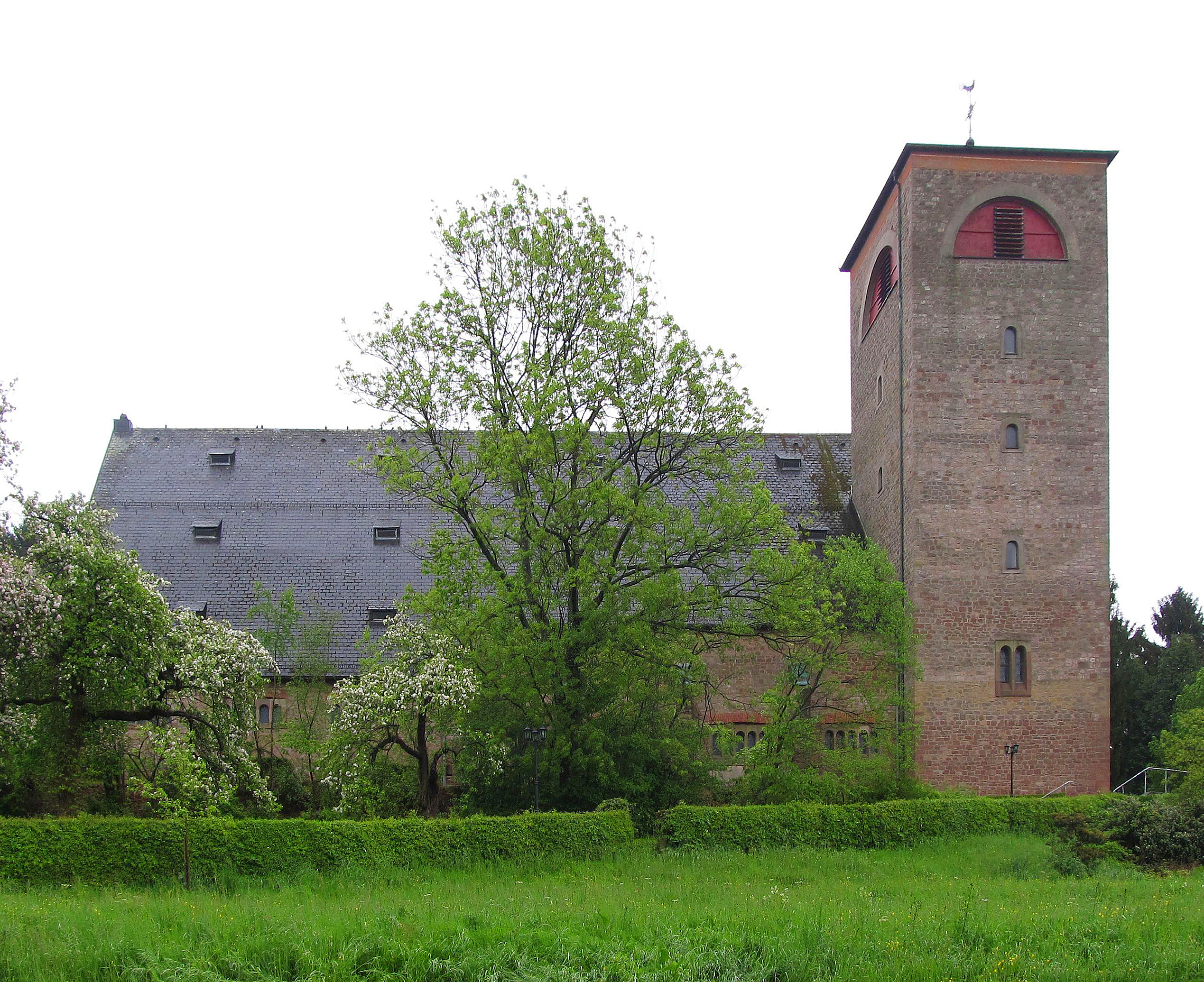
Die Pfarrkirche St. Wendalinus in Dirmingen

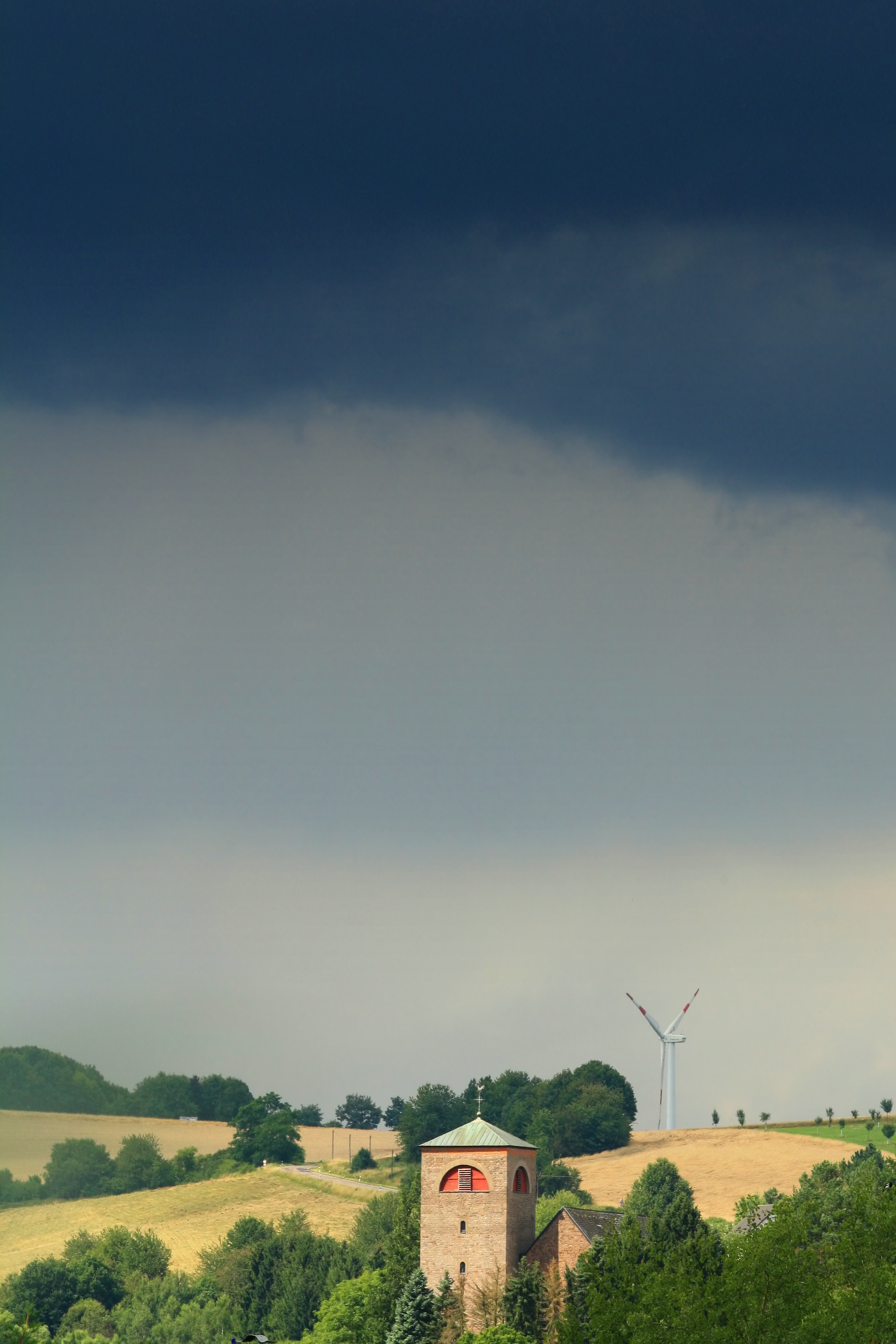
Ansicht vom "Hundsberg"

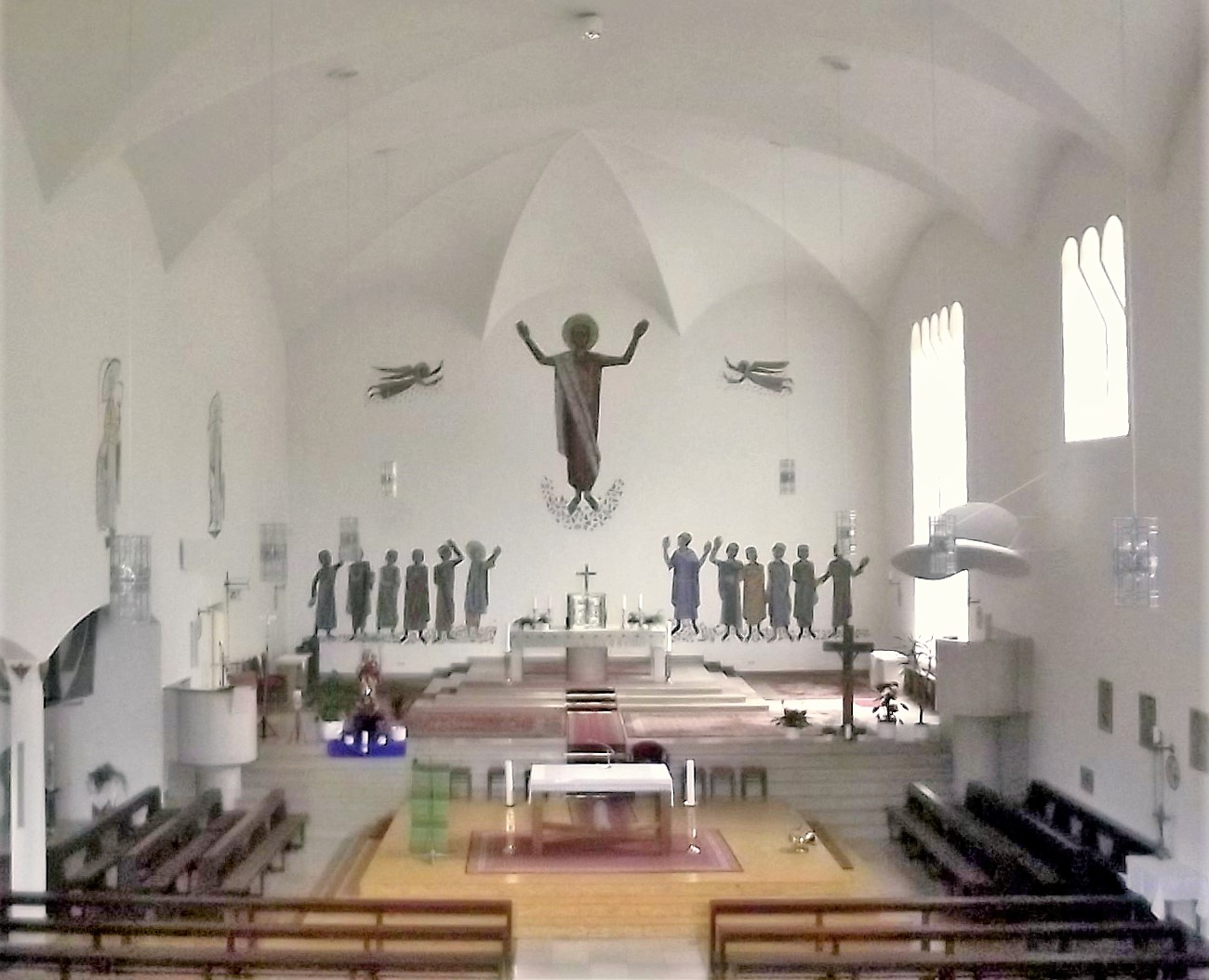
Blick ins Innere der Kirche

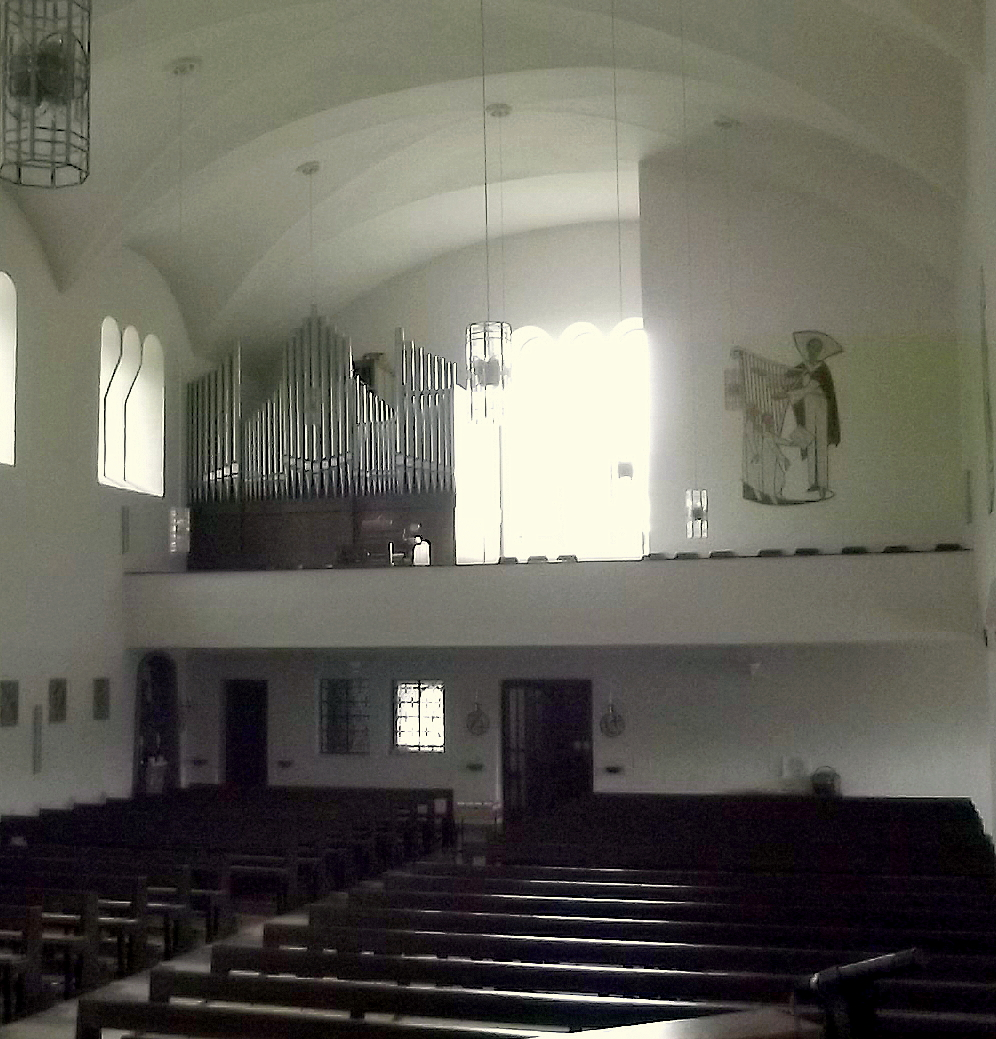
Blick zur Orgelempore

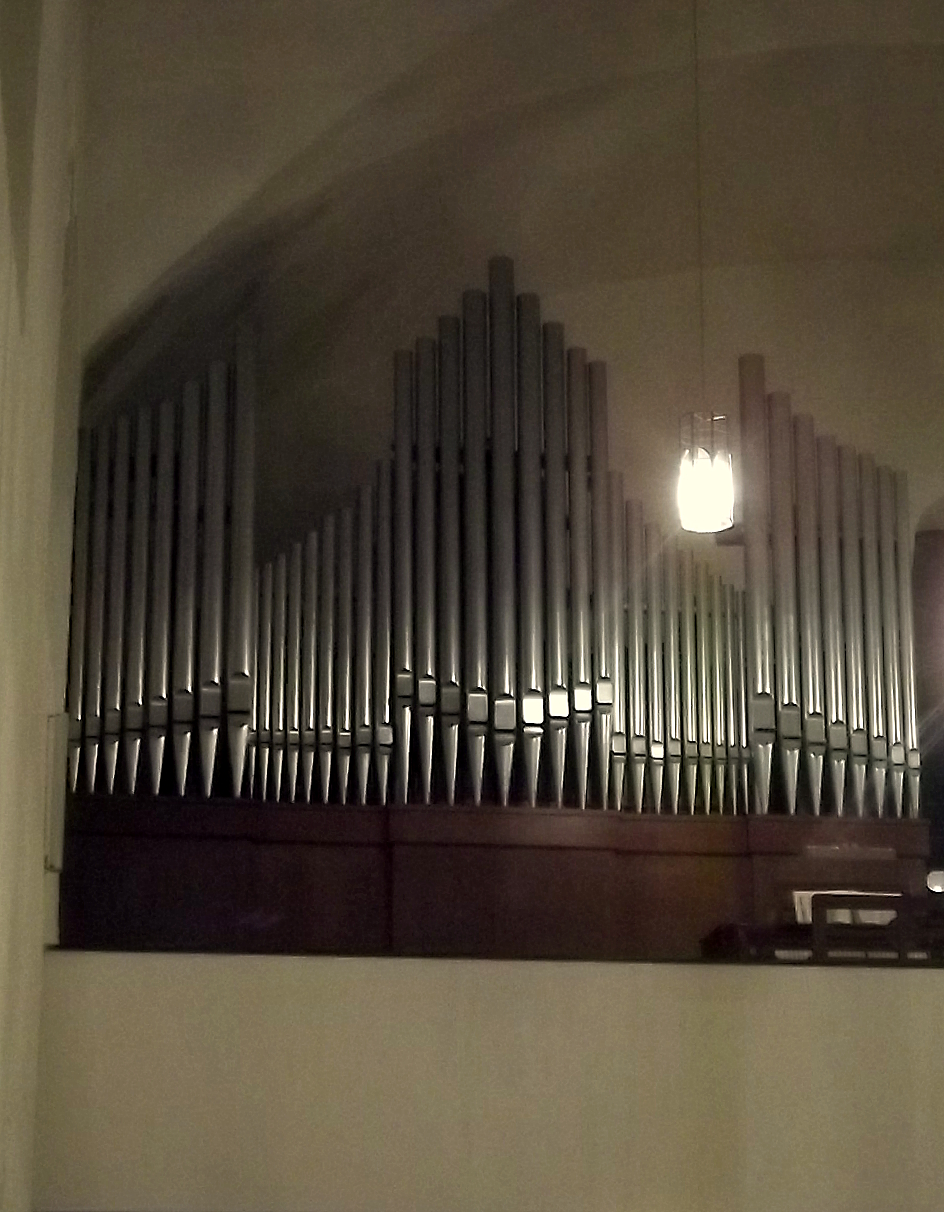
Haerpfer-Orgel

Die Kirche St. Wendalinus ist eine römisch-katholische Pfarrkirche in Dirmingen, einem Ortsteil der  saarländischen Gemeinde Eppelborn, Landkreis Neunkirchen. Kirchenpatron ist der heilige Wendelin. Der Patroziniumstag der Kirche ist der 20. Oktober. In der Denkmalliste des Saarlandes ist das Kirchengebäude, das auf einer Anhöhe über Dirmingen errichtet wurde und weithin die Landschaft beherrscht, als Einzeldenkmal aufgeführt.

## Geschichte
Der Vorgängerbau der heutigen Kirche wurde im Jahr 1912 errichtet und fiel am 21. Februar 1945 einem Bombenabwurf zum Opfer.
Am 15. September 1947 wurde die Baugenehmigung für den Wiederaufbau der Kirche erteilt. Die Pläne für das neue Gotteshaus, das an der gleichen Stelle wie der Vorgängerbau erbaut wurde, entwarf Architekt, Kirchenbauer und Hochschullehrer Dominikus Böhm (Köln). Am 15. Mai 1948 war der erste Spatenstich, dem am 4. Juli 1948 die Grundsteinlegung und am 16. Oktober 1949 das Richtfest folgte. Die Einsegnung wurde am 17. Dezember 1950 vorgenommen. Die feierliche Kirchweihe erfolgte am 4. Mai 1954.

## Baubeschreibung
Dominiert wird das Kirchengebäude durch den 25 Meter hohen Turm mit halbkreisförmigen Schallöffnungen. Durch den Verzicht auf jedes dekorative Element am Außenbau zeigt sich das Gotteshaus bewusst als bescheidene Landkirche.
Auch im Inneren der Kirche zeigt sich der Sakralbau als Dorfkirche mit intimer Stimmung. Dafür sorgt die Unterordnung des kleinen Seitenschiffs unter den Hauptraum und die Linienführung des Kreuzrippengewölbes, die den Blick zum Altarraum lenkt.

## Ausstattung
Im geräumigen, erhöhten Chor der Kirche steht der als einfacher Tischaltar gestaltete Altar aus weißem Marmor. Für die 1955 ausgeführte Ausmalung des Altarraums mit der Darstellung der Himmelfahrt Christi, die alle Völker als Erlöste Christi einschließt, zeichnete der Künstler und Kunstprofessor Boris Kleint (Saarbrücken) verantwortlich. Von Maler Albert Kettenhofen (Merzig-Harlingen) stammt die Mosaik-Wand im Chorraum.
Die Wandgestaltung in der als Gefallenen-Gedenkraum genutzten Vorhalle, eine keramische Malerei von 1956, entwarf Ferdinand Selgrad (Spiesen-Elversberg). Sie wurde von der Firma Villeroy & Boch (Mettlach) ausgeführt.
In der Marienkapelle der Kirche befindet sich das Grabmal des Pfarrers Johann Nikolaus Didas (* 20. Dezember 1886; † 27. Februar 1962). Er war in Fragen der Kunst sehr erfahren und fungierte auch als Berater des Architekten Böhm.
Unter der theologischen Beratung von Dechant Günter Hirschauer entstand im Außenbereich der Kirche ein Kreuzweg der Bildhauerin Michaela Groß (Neunkirchen) aus Aachener Sandstein. Auf dem Kirchengelände befindet sich auch eine Lourdesgrotte.

## Orgel
Die Orgel der Kirche wurde 1956 von Haerpfer & Erman (Boulay) erbaut und 1998 von Thomas Gaida (Wemmetsweiler) umdisponiert. Das Kegelladen-Instrument verfügt über 28 Register verteilt auf 2 Manuale und Pedal. Die Spiel- und Registertraktur ist elektropneumatisch. Die Disposition lautet wie folgt:
| I Hauptwerk C–g3 |                  |    |
| 1.               | Principal        | 8′ |
| 2.               | Salicional       | 8′ |
| 3.               | Lieblich Gedeckt | 8′ |
| 4.               | Oktave           | 4′ |
| 5.               | Flöte            | 4′ |
| 6.               | Schwiegel        | 2′ |
| 7.               | Mixtur III-IV    |    |
| 8.               | Schalmei         | 8′ |

| II Schwellwerk C–g3 |                   |        |
| 9.                  | Quintade          | 16′    |
| 10.                 | Singend Principal | 8′     |
| 11.                 | Holzflöte         | 8′     |
| 12.                 | Dulciana          | 8′     |
| 13.                 | Vox coelestis     | 8′     |
| 14.                 | Principal         | 4′     |
| 15.                 | Rohrflöte         | 4′     |
| 16.                 | Nasat             | 2 ⁄3′  |
| 17.                 | Blockflöte        | 2′     |
| 18.                 | Tertz             | 1 3⁄5′ |
| 19.                 | Cymbel IV         |        |
| 20.                 | Trompete          | 8′     |
| 21.                 | Clarine           | 4′     |
|                     | Trémolo           |        |

| Pedal C–f1 |                         |     |
| 22.        | Subbass (C-H akustisch) | 32′ |
| 23.        | Subbass                 | 16′ |
| 24.        | Principalbass           | 8′  |
| 25.        | Gedecktbass             | 8′  |
| 26.        | Choralbass              | 4′  |
| 27.        | Rauschbass II           |     |
| 28.        | Lieblich Posaune        | 16′ |

- Koppeln:
  - Normalkoppeln: II/I, I/P, II/P,
  - Suboktavkoppeln: II/I
- Spielhilfen: 2 freie Kombinationen, Tutti, Pianopedal, Crescendowalze

## Glocken
Im Jahr 1953 goss die Saarlouiser Glockengießerei in  Saarlouis-Fraulautern, die von Karl (III) Otto von der Glockengießerei Otto in Bremen-Hemelingen und dem Saarländer Aloys Riewer 1953 gegründet worden war, für St. Wendelinus fünf Bronzeglocken mit den Schlagtönen: des′ – es′ – f′ – as′ – b′. Die Glocken haben folgende Durchmesser: 1489 mm, 1327 mm, 1182 mm, 994 mm, 885 mm und wiegen: 2020 kg, 1420 kg, 1016 kg, 626 kg, 446 kg.